# 利亞什基夫齊
51°41′50″N 32°40′25″E / 51.69722°N 32.67361°E
利亞什基夫齊（烏克蘭語：Ляшківці），是烏克蘭北部的村莊，隸屬切爾尼希夫州的科留基夫卡區。該村始建於1672年，面積0.32平方公里，海拔高度141米，2001年人口53，人口密度每平方公里165.6人。